# فهرست سحابی‌ها
فهرست سحابی‌ها ممکن است شامل موارد زیر باشد :
- فهرست سحابی‌های تاریک
- فهرست سحابی‌های پخشی
- فهرست سحابی‌های گسیلشی
- فهرست سحابی‌های سیاره‌نما
- فهرست ابرمانده‌های ابرنواختر